# Cerion nanus
Cerion nanus је пуж из реда Stylommatophora.

## Угроженост
Ова врста је крајње угрожена и у великој опасности од изумирања.

## Распрострањење
Ареал врсте је ограничен на једну државу. 
Кајманска острва су једино познато природно станиште врсте.